# Petjo
Petjo, ook Petjoh, Petjok of Pecok, is, net als het uitgestorven Javindo, een creoolse taal die in Nederlands-Indië door Indo's gesproken werd.
De taal verhuisde met de migratie van de Indische Nederlanders naar Nederland, waar zij nog door enkele Indo's wordt gesproken. 
De grammatica is afhankelijk van de streek een vermenging van het Maleis, Tangsi Maleis (Kazerne Maleis), Javaans, Sundanees of Betawi met het Nederlands en andere Europese talen.
Het Petjo bevat ook eigen woorden zoals Frieto, wat eten betekent.

## Een fragment in het Petjoh van Batavia
Uit Tjalie Robinson, Ik en Bentiet:
Ik seht: "Als so, alleen djoeloeng-djoeloeng jij fang!"

Hij seht: "Itoe diejè!"

Ik seht: "Njang klein-klein fóór wat?"

Hij seht: "Foor kwamaroem".

Ik seht: "Foor wat?"

Hij seht: Foor waramoeki".

Ik seht: So-euven jij seh anders".

Hij seht: "Ha-a. Muuleke woort dese. Laat maar dese woort, alsmaar ding-nja hoet".

Ik seht: "Wat foor ding, dese ding. Lekker?"

Hij seht: "Masa lekker. Als jij denken freten door maar-door jij".

## Classificatie
- Creoolse talen
  - Nederlandse creoolse talen
    - Berbice-Nederlands (Guyana)
    - Javindo (Indonesië)
    - Jersey Dutch (inclusief Negro Dutch) (Verenigde Staten)
    - Mohawk Dutch (Verenigde Staten)
    - Negerhollands (Amerikaanse Maagdeneilanden)
    - Petjo (Indonesië)
    - Skepi (Guyana)